# Jazmin Juana Solano Lopez
Jazmín Juana Solano López es una política mexicana, originaria de Temixco, Morelos. Actualmente se desempeña como Presidenta del Congreso del Estado de Morelos desde el 1 de septiembre de 2024, y es Diputada local por el Distrito 5 en el mismo Congreso.
En el periodo de 2019 a 2022  Fue Presidenta Municipal de Temixco

## Reseña biográfica
Jazmín Juana Solano López es licenciada en educación secundaria con especialidad en formación cívica y ética.
Fue Directora de Colonias y Poblados (2006-2009), encargándose de temas relacionados con el desarrollo de las comunidades. Más adelante, ocupó el puesto de Coordinadora de Proyectos Especiales (2012-2015), gestionando iniciativas en distintos ámbitos municipales.
Entre 2015 y 2017, se desempeñó como Oficial Mayor, administrando recursos y apoyando la operatividad del gobierno local. Posteriormente, asumió el cargo de Presidenta Municipal (2019-2021), encabezando la administración del municipio durante dicho periodo.

## Reelección
En las elecciones estatales de Morelos de 2021, buscó su reelección a la Presidencia Municipal de Temixco. Aunque inicialmente llegó al cargo por Morena, en esta ocasión fue postulada por el Partido del Trabajo PT. La contienda electoral fue cerrada, resultando en una derrota por un margen reducido frente a Juana Ocampo Domínguez candidata de Morena

## Elecciones 2024
En las elecciones estatales de 2024, participó como candidata a diputada estatal por el Distrito V, obteniendo el triunfo con el 37.1675% de la votación, equivalente a 14,227 sufragios. Durante la campaña, surgieron controversias debido a su decisión de no respaldar la reelección de Juana Ocampo Domínguez como Presidenta Municipal de Temixco, a quien señaló por presuntos vínculos con el crimen organizado.

## Controversias
Durante su administración en el Ayuntamiento de Temixco, llevó a cabo diversas obras públicas. Sin embargo, la más controvertida fue la construcción del Mirador de Las Tres Cruces, el cual, pocos meses después de su inauguración, fue clausurado debido al riesgo de desbordamiento. Además, semanas después de resultar derrotada en las elecciones, varias obras que se estaban realizando en el poblado de Pueblo Viejo fueron canceladas. Esta decisión generó malestar entre los vecinos, quienes denunciaron que se trataba de una represalia política. 
Por otro lado, su sucesora, Juana Ocampo, al asumir la presidencia municipal, denunció el mal estado en el que recibió el municipio, destacando el riesgo de colapso del edificio del Ayuntamiento y el deplorable estado de las patrullas de la policía municipal. Es importante recordar que el año pasado, el inmueble tuvo que ser desalojado debido a que se dictaminó que presentaba daño estructural, lo que representaba un riesgo para los trabajadores. Debido a esto, se presentó una denuncia en contra de la exalcaldesa Jazmín Solano López, por las condiciones en que se recibió el edificio municipal, atribuyendo el daño estructural a las obras de remodelación que fueron dejadas inconclusas.